# Vlag van Virton
De vlag van Virton is bevestigd door het gemeentebestuur als de vlag van de gemeente Virton in de Belgische provincie Luxemburg. De vlag kan als volgt worden beschreven:
 Rode vlag met een geel Andreaskruis.
Deze vlag is een vereenvoudiging van het gemeentewapen, dus bijna identiek aan de vlag van Pont-à-Celles.
De Raad van Heraldiek en Vexillologie (Frans: Conseil d’héraldique et de vexillologie) stelde een rode vlag met twee gekruiste gele pijlen, bijna gelijk aan het gemeentewapen.

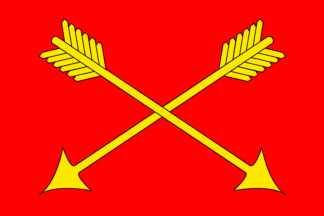
Vlagontwerp van de Raad van Heraldiek en Vexillologie